# 찰스 R. 드루 의과학 대학교

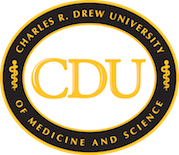

찰스 R. 드루 의과학 대학교 (Charles R. Drew University of Medicine and Science)는 1966년에 로스 앤젤레스 와츠 구역의 부족한 의료 시설을 보충하기 위하여 세워졌다. 이후 의학 교육을 목표로 삼아 대학교를 설립하게 되었다. 학교명은 찰스 R. 드루에 경의를 표하며 명명되었다. 전 마틴 루서 킹 Jr.-하버 병원 (현 MLK-하버 병원)과 1972부터 2006까지 제휴를 맷었다. 이 때문에 아직도 킹-드루 대학교라 불린다.
드루 대학교는 시내 빈곤층에 봉사하기 위한 의학 대학교로 유명하다. 또한, 드루 대학교는 방사선과, 약학과, 의학 보조원 (Physician Assistant) 등 관련된 임상 프로그램이 유명하다. 현재 드루 대학교는 생의과학 학사 과정도 팽창하고 있다. 이 학사 과정은 1학년때부터 강조된 연구 과정이 유명하다. 이 학교는 현재 의사 학위 (medical doctor)를 수여하지는 않으며, 공식 의대는 아니다. 의사 학위를 이미 받은 이들을 위한 레지던스 프로그램을 운영하고 있다.